# Kanton Montbéliard
Der Kanton Montbéliard ist eine französische Verwaltungseinheit im Département Doubs in der Region Bourgogne-Franche-Comté. Er umfasst vier Gemeinden im Arrondissement Montbéliard. Bei der landesweiten Neuordnung der französischen Kantone wurde er 2015 neu geschaffen mit Montbéliard als Hauptort (frz.: bureau centralisateur).

## Gemeinden
Der Kanton besteht aus vier Gemeinden mit insgesamt 30.379 Einwohnern (Stand: 1. Januar 2022) auf einer Gesamtfläche von 22,84 km²:
| Gemeinde                   | Einwohner 1. Januar 2022 | Fläche km² | Dichte Einw./km² | Code INSEE | Postleitzahl |
| -------------------------- | ------------------------ | ---------- | ---------------- | ---------- | ------------ |
| Bart                       | 2.015                    | 3,84       | 525              | 25043      | 25420        |
| Courcelles-lès-Montbéliard | 1.387                    | 2,40       | 578              | 25170      | 25420        |
| Montbéliard                | 25.516                   | 15,01      | 1.700            | 25388      | 25200        |
| Sainte-Suzanne             | 1.461                    | 1,59       | 919              | 25526      | 25630        |
| Kanton Montbéliard         | 30.379                   | 22,84      | 1.330            | 2513       | –            |

## Politik
| Vertreter im Departementrat | Vertreter im Departementrat    | Vertreter im Departementrat |
| Amtszeit                    | Namen                          | Partei                      |
| --------------------------- | ------------------------------ | --------------------------- |
| 2015–                       | Virginie Chavey Jean-Luc Guyon | UMP                         |